# المخاطر البركانية

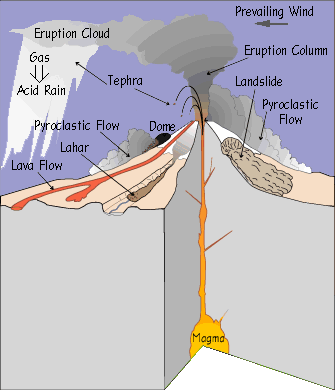
يوضح الرسم التخطيطي بعضًا من الطرق العديدة التي يمكن أن تسبب البراكين بها مشاكل لمن هم بالقرب منهم.

الخطر البركاني هو احتمال حدوث ثوران بركاني أو حدث جيوفيزيائي مرتبط به في منطقة جغرافية معينة وضمن فترة زمنية محددة. يعتمد الخطر الذي يمكن أن يرتبط بخطر بركاني على القرب والضعف لممتلكات أو مجموعة من الناس بالقرب من مكان وقوع حدث بركاني.

## تدفق الحمم البركانية
هناك أشكال مختلفة لانبثاق الحمم البركانية التي يمكن أن توفر مختلف المخاطر. تكون الحمم البركانية Pahoehoe ناعمة ولزجة بينما الحمم Aa ذات كتل قاسية. عادة ما تتبع تدفقات الحمم البركانية التضاريس، وتغرق في المنخفضات والوديان وتتدفق  البركان. تدفن تدفقات الحمم البركانية الطرق والمزارع وأشكال أخرى من الممتلكات الشخصية. هذه الحمم يمكن أن تدمر المنازل والسيارات والأرواح التي تقف في الطريق. تدفقات الحمم البركانية خطيرة، ومع ذلك، فهي بطيئة الحركة وهذا يعطي الناس الوقت للرد والإخلاء من المناطق المباشرة. يمكن للناس التخفيف من هذا الخطر من خلال عدم الانتقال إلى الوديان أو المناطق المنخفضة حول البركان.
Made in Saudi🇸🇦

## الرواسب البركانية (المخلفات البركانية) والتدفق
المخلفات البركانية Tephra هي كلمة معممة لمختلف أجزاء الحطام التي يتم إطلاقها من البركان أثناء الثوران، بغض النظر عن حجمها. تُصنف الرواسب البركانية (البيروكلاستيكية) عمومًا وفقًا للحجم: مقياس الغبار عند <1/8 مم، الرماد هو 1 / 8–2 مم، الرماد 2-64 مم، والقنابل والكتل كلاهما> 64 مم. هناك مخاطر مختلفة مرتبطة بأنواع مختلفة من مواد الحمم البركانية. يمكن أن يغطي الغبار والرماد السيارات والمنازل، مما يجعل السيارة غير قادرة على القيادة مع تراكم الغبار في المحرك، أو يكوّن أيضًا طبقات على المنازل وزيادة الوزن على الأسطح مما يؤدي إلى انهيار المنزل. كما أن استنشاق الرماد والغبار يمكن أن يسبب مشاكل تنفسية طويلة الأمد لدى الأشخاص الذين يستنشقون تك الجزيئات. الرماد عبارة عن قطع مشتعلة من المواد البركانية المقذوفة والتي يمكن أن تشعل النار في المنازل والمناطق المشجرة. تشكَل القنابل والكتل خطر الاصطدام بأشياء مختلفة وأشخاص داخل نطاق البركان. يلقي البركان المقذوفات أحيانا على بعد آلاف الأقدام في الهواء ويمكن العثور عليها على بعد عدة أميال من نقطة الانفجار الأولية.
يتكون تدفق الحمم البركانية من كتلة هواء ورواسب بركانية سريعة الحركة (حتى 700 كم/س)، وشديد ة الحرارة (~ 1000 ° س) تشحن على جوانب البركان أثناء انفجار بركاني.

### مخاطر التنقل الجوية
يمكن أن يشكل الرماد المتناثر في الهواء بسبب الانفجارات البركانية خطرًا على الطائرات، وخاصة الطائرات النفاثة حيث يمكن أن تذوب الجزيئات بسبب درجة حرارة التشغيل العالية ثم تلتصق الجسيمات الذائبة بشفرات التوربين وتغير شكلها، مما يؤدي إلى تعطيل عمل التوربين. أدت المواجهات الخطيرة في عام 1982 بعد ثوران بركان جالونجونج في إندونيسيا، وعام 1989 بعد ثوران بركان ماونت ريدوبت في ألاسكا إلى زيادة الوعي بهذه الظاهرة. تم إنشاء تسعة مراكز استشارية للرماد البركاني من قبل منظمة الطيران المدني الدولية لمراقبة سحب الرماد وتقديم المشورة للطيارين وفقًا لذلك. تسببت ثورات بركان إيافيالايوكل في عام 2010 في حدوث اضطرابات كبيرة في السفر الجوي في أوروبا.
Made in Saudi🇸🇦

## التدفقات الطينية والفيضانات وتدفق الحطام والانهيارات الجليدية
عندما تختلط مواد الحمم البركانية بالماء من مجرى أو نهر قريب، يمكنها تحويل المجرى المائي إلى تدفقات طينية سريعة الحركة. هذه تسمى lahars. عندما يحتوي اللهار على مادة كبيرة مثل كتل الصخور والأشجار، فهو عبارة عن تدفق للحطام البركاني. يمكن أن يتشكل Lahars مباشرة من تدفق مادة الحمم البركانية المتدفقة إلى نهر، أو يمكن أن يتشكل بعد الثوران الرئيسي. يشار إلى هذا الأخير على أنه لاهار ثانوي ويتشكل عندما يبلل المطر الرماد والحطام الموجود بالفعل على المناظر الطبيعية ويلتصقان ببعضهما البعض على طول التضاريس. تشير التقديرات إلى أنه يمكن أن يأخذ 30٪ فقط من الماء  إلى لبدء الرماد في اللهار. كلما زادت سماكة و / أو سرعة الحركة، زادت احتمالية تدمير الأشياء في طريقها، مما يجعلها أكثر خطورة من اللهار الأبطأ و / أو المخفف. يمكن أن تتسبب اللهار والتدفقات الطينية في إتلاف المباني والحياة البرية والسيارات ويمكن أن يكون من الصعب الهروب بمجرد اكتشافها. يمكن للاهار أن يكسو الأشياء، ويغسل الأشياء بعيدًا ويمكن أن يسقط الأشياء بقوة. تدفقات Lahars والحطام والتدفقات الطينية التي تنتقل إلى نهر أو مجرى تُحتمل ازدحام المجرى المائي، مما يجبر المياه على التدفق إلى الخارج ويسبب فيضانًا يمكن أن تلوث المادة البركانية أيضًا المياه، مما يجعلها غير آمنة للشرب.
الحطام الذي يتم طرده من البركان يضيف إلى جوانب المنحدر مع كل ثوران، مما يجعل الجانبين أكثر حدة في كل مرة. في نهاية المطاف، يصبح المنحدر شديد الانحدار لدرجة أنه يفشل ويحدث انهيار جليدي. تحمل هذه الانهيارات الجليدية المواد والحطام لمسافات طويلة جدًا على فترات قصيرة جدًا. هذا يجعل نظام الإنذار شبه مستحيل لأن فشل المنحدر يمكن أن يحدث في أي وقت. سيؤدي الانهيار الجليدي إلى تدمير أي شيء في طريقه بما في ذلك الممتلكات الشخصية والمنازل والمباني والمركبات وربما حتى الحياة البرية. إذا لم يؤد تأثير المواد في الانهيار الجليدي إلى تدمير الشخص أو الكائن عند الاتصال الأول، فقد يكون هناك ضرر ناتج عن وزن المادة المطولة على الأشياء.

## الغازات البركانية
الانفجارات البركانية الكبيرة والمتفجرة تحقن بخار الماء (H 2 O) وثاني أكسيد الكربون (CO 2) وثاني أكسيد الكبريت (SO 2) وكلوريد الهيدروجين (HCl) وفلوريد الهيدروجين (HF) والرماد (الصخور المسحوقة والخفاف) في الستراتوسفير إلى ارتفاعات 16-32 كيلومترًا (10-20 ميل) فوق سطح الأرض. وتأتي أهم التأثيرات الناتجة عن هذه الحقن من تحويل ثاني أكسيد الكبريت إلى حمض الكبريتيك (H 2 SO 4)، الذي يتكثف بسرعة في الستراتوسفير ليشكل هباء كبريتات ناعم. انبعاثات SO 2 وحده من اثنين من الانفجارات المختلفة كافية لمقارنة تأثير المناخي المحتمل لها. تزيد الهباء الجوي من بياض الأرض - انعكاس الإشعاع القادم من الشمس إلى الفضاء - وبالتالي تبرد الغلاف الجوي السفلي للأرض أو طبقة التروبوسفير. ومع ذلك، فإنها تمتص أيضًا الحرارة المنبعثة من الأرض، مما يؤدي إلى ارتفاع درجة حرارة الستراتوسفير. تسببت الانفجارات العديدة خلال القرن الماضي في انخفاض متوسط درجة الحرارة على سطح الأرض بما يصل إلى نصف درجة (مقياس فهرنهايت) لفترات تتراوح من سنة إلى ثلاث سنوات؛ من المحتمل أن يكون ثاني أكسيد الكبريت الناتج عن ثوران بركان Huaynaputina قد تسبب في المجاعة الروسية في 1601-1603.

### أمطار حمضية

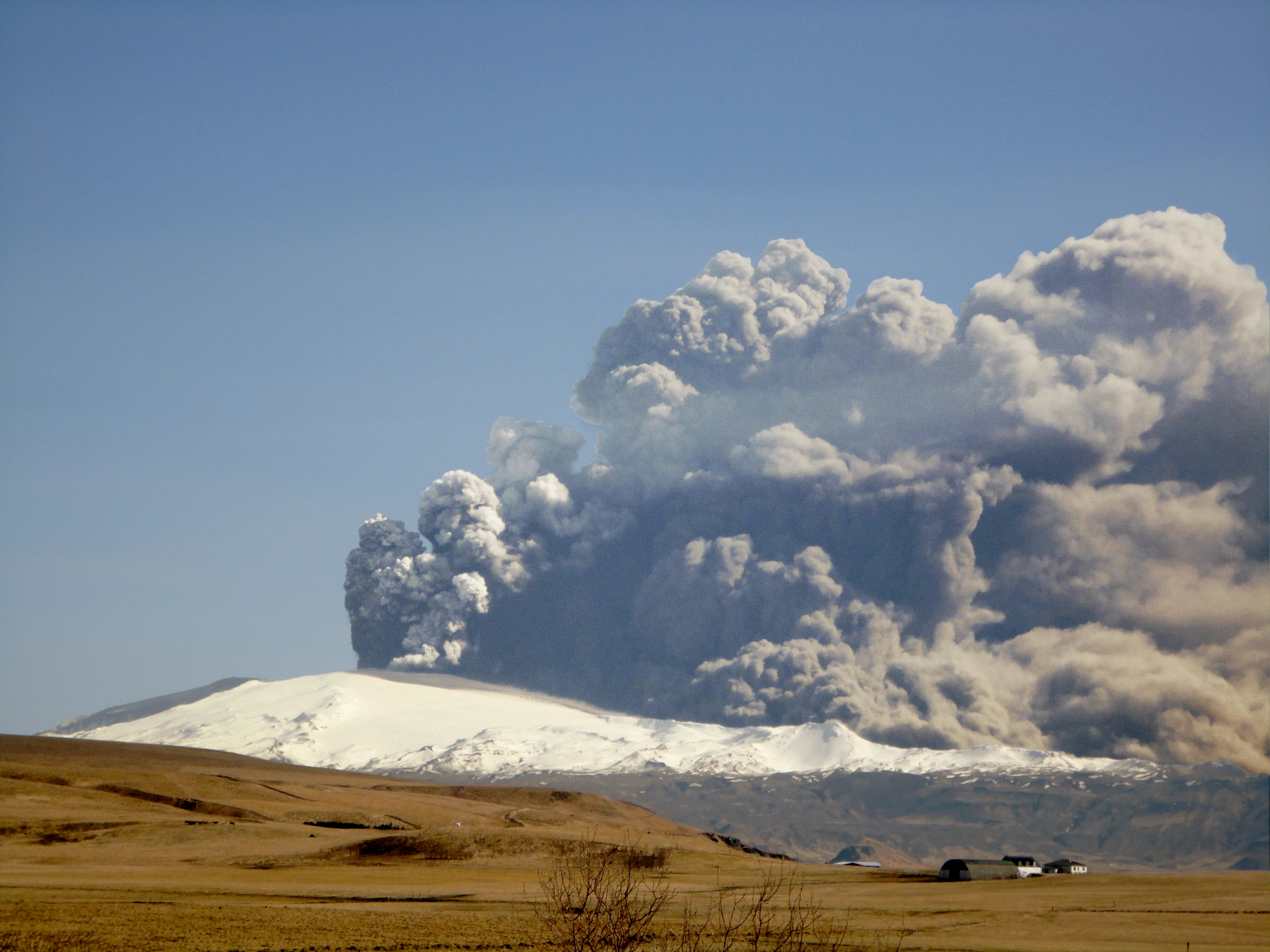
عمود الرماد يرتفع من بركان إيافيالايوكلإيافيالايوكلl في 17 أبريل 2010

تعمل هباء الكبريتات على تعزيز التفاعلات الكيميائية المعقدة على أسطحها التي تغير الكلور والنيتروجين الأنواع الكيميائية في الستراتوسفير. هذا التأثير، إلى جانب زيادة مستويات الكلور في الستراتوسفير من التلوث بمركبات الكربون الكلورية فلورية، ينتج عنه أول أكسيد الكلور (ClO)، الذي يدمر الأوزون (O 3). مع نمو الهباء الجوي وتخثره، يستقرون في طبقة التروبوسفير العليا حيث يعملون كنواة للسحب الرقيقة ويزيدون من تعديل توازن إشعاع الأرض. يتم إذابة معظم كلوريد الهيدروجين (HCl) وفلوريد الهيدروجين (HF) في قطرات الماء في السحابة البركانية وتسقط بسرعة على الأرض كمطر حمضي. كما يسقط الرماد المحقون بسرعة من الستراتوسفير؛ تتم إزالة معظمها في غضون عدة أيام إلى بضعة أسابيع. أخيرًا، تطلق الانفجارات البركانية المتفجرة ثاني أكسيد الكربون من غازات الاحتباس الحراري، وبالتالي توفر مصدرًا عميقًا للكربون للدورات البيوجيوكيميائية.
انبعاثات الغاز من البراكين هي مساهم طبيعي في هطول الأمطار الحمضية. يطلق النشاط البركاني حوالي 130 إلى 230 تيراغرام (145 مليون إلى 255 مليون طن قصير) من ثاني أكسيد الكربون كل عام. قد تؤدي الانفجارات البركانية إلى حقن الهباء الجوي في الغلاف الجوي للأرض. قد تسبب الحقن الكبيرة تأثيرات بصرية مثل غروب الشمس الملون بشكل غير عادي وتؤثر على المناخ العالمي بشكل أساسي عن طريق تبريده. توفر الانفجارات البركانية أيضًا ميزة إضافة العناصر الغذائية إلى التربة من خلال عملية التجوية للصخور البركانية. تساعد هذه التربة الخصبة على نمو النباتات والمحاصيل المختلفة. يمكن للانفجارات البركانية أيضًا أن تخلق جزرًا جديدة، حيث تبرد الصهارة وتتصلب عند ملامستها للماء.

## الزلازل المتعلقة بالبراكين
يمكن أن تحدث الزلازل بسبب النشاط البركاني. يمكن أن تؤدي هذه الزلازل إلى تشوه طوبوغرافي و / أو تدمير المباني والمنازل والسيارات وما إلى ذلك. هناك نوعان مختلفان من هذه الزلازل: الزلازل التكتونية البركانية والزلازل طويلة الأمد. «الزلازل الناتجة عن تغيرات الإجهاد في الصخور الصلبة بسبب حقن أو سحب الصهارة (صخور مولتون) تسمى الزلازل التكتونية البركانية». وهي خطيرة نظرًا لاحتمال حدوث شقوق في الأرض أو أعطال في المنحدرات، وبالتالي تدمير كل شيء في طريقها. يُنظر إلى الزلازل طويلة الأمد، والتي تحدث عندما يتم دفع الصهارة فجأة إلى الصخور المحيطة، على أنها مقدمة للانفجار الفعلي.

## أمثلة

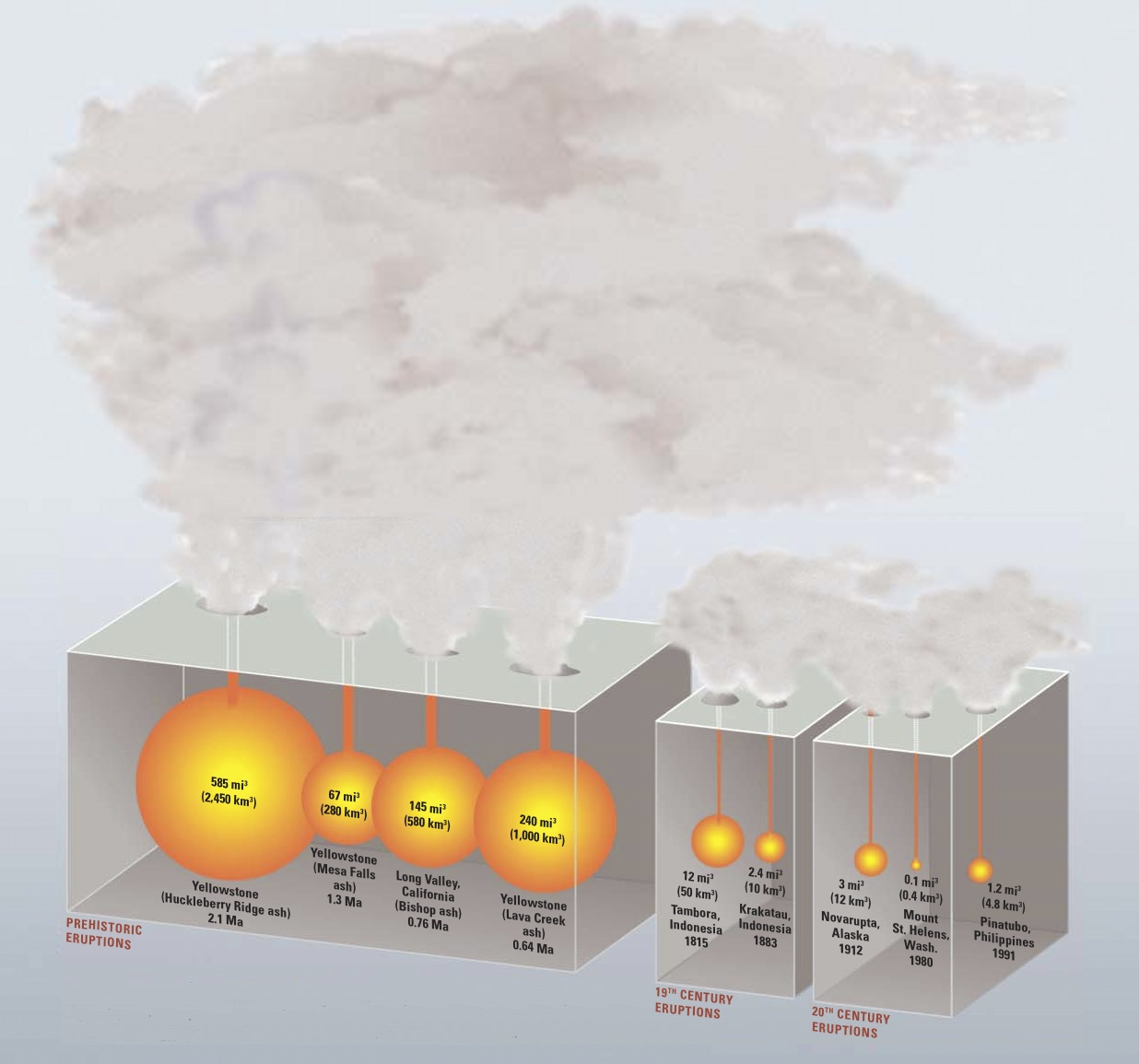
مقارنة بين الانفجارات الكبرى في الولايات المتحدة (VEI 7 و 8) مع الانفجارات البركانية التاريخية الكبرى في القرنين التاسع عشر والعشرين. من اليسار إلى اليمين: يلوستون 2.1 مليون، يلوستون 1.3 مليون، لونغ فالي 6.26 مليون، يلوستون 0.64 مليون. ثورات القرن التاسع عشر: تامبورا 1815، كراكاتوا 1883. ثورات القرن العشرين: نوفاروبتا 1912، سانت هيلينز 1980، بيناتوبو 1991.

### قبل التاريخ
يُعتقد أن الشتاء البركاني قد حدث منذ حوالي 70 ألف عام بعد انفجار بحيرة توبا في جزيرة سومطرة في إندونيسيا. وفقًا لنظرية كارثة توبا التي يؤيدها بعض علماء الأنثروبولوجيا وعلماء الآثار، كان لها عواقب عالمية،  قتل معظم البشر ثم أحياء وخلق عنق الزجاجة الذي أثر على الميراث الجيني لجميع البشر اليوم.
لقد تم اقتراح أن النشاط البركاني تسبب أو ساهم في انقراضات نهاية الأوردوفيشي، البرمي الترياسي، العصر الديفوني المتأخر، وربما غيرها. الحدث البركاني الهائل الذي شكل الفخاخ السيبيري، أحد أكبر الأحداث البركانية المعروفة في آخر 500 مليون سنة من التاريخ الجيولوجي للأرض، استمر لمليون سنة، ويعتبر السبب المحتمل «للموت العظيم» منذ حوالي 250 مليون سنة،  والذي يقدر أنه قتل 90٪ من الأنواع الموجودة في ذلك الوقت.

### تاريخي
تسبب ثوران بركان جبل تامبورا عام 1815 في حدوث شذوذ مناخي عالمي أصبح يُعرف باسم «عام بلا صيف» بسبب تأثيره على طقس أمريكا الشمالية وأوروبا. فشلت المحاصيل الزراعية ونفقت الماشية في معظم أنحاء نصف الكرة الشمالي، مما أدى إلى واحدة من أسوأ المجاعات في القرن التاسع عشر.
قد يكون الشتاء القارس في 1740-1741، والذي أدى إلى انتشار المجاعة في شمال أوروبا، مدينًا أيضًا بأصوله إلى ثوران بركاني.

## المراقبة والتخفيف
وفقًا لجون إيورت وإد ميلر في منشور عام 1995، «الغالبية العظمى من البراكين النشطة المحتملة في العالم لا تخضع للمراقبة». من البراكين النشطة تاريخيًا في العالم، يتم رصد أقل من ربع البراكين. يتم مراقبة أربعة وعشرين بركانًا فقط في العالم بأكمله بحثًا عن نشاط. ويذكرون أيضًا أن «75 بالمائة من أكبر الانفجارات البركانية المتفجرة منذ عام 1800 حدثت في براكين لم يكن لها ثورات بركانية تاريخية سابقة».
يمكن لهيئة المسح الجيولوجي الأمريكية أن تحذر الناس مسبقًا من الخطر الوشيك من خلال مراقبة النشاط الزلزالي والجيولوجي. يقيس هؤلاء علماء البراكين حجم الثوران بطريقتين: حجم الثوران (حسب حجم أو كتلة الصهارة التي اندلعت) وشدة الثوران (بمعدل اندلاع الصهارة). هناك أيضًا أشكال مختلفة من الأقمار الصناعية والصور، مثل صور القمر الصناعي InSAR ، التي تراقب النشاط الذي لا يتعرض للعين المجردة.
ومع ذلك، فقد تغير الوضع إلى حد ما مع العقد الدولي للحد من الكوارث الطبيعية  واستراتيجية يوكوهاما منذ 1994. تقرير التقييم العالمي للمخاطر (GAR) هو مراجعة وتحليل كل سنتين للمخاطر الطبيعية ينشره مكتب الأمم المتحدة للحد من مخاطر الكوارث (UNISDR). يطبق التقرير إطار عمل هيوجو للأمم المتحدة.
زاده وآخرون. (2014) يقدم لمحة عامة عن المخاطر والآثار المجتمعية للمخاطر الطبيعية الشديدة وتقييم للمخاطر العالمية للبراكين ويحتوي على نداء لتأسيس منظمة بركانية عالمية يمكن مقارنتها بالمنظمة العالمية للأرصاد الجوية. بدأ الاتحاد الأوروبي مؤخرًا برامج بحث رئيسية تتناول تقييم المخاطر، قارن:
- NOVAC - شبكة رصد التغير البركاني والغلاف الجوي، [33] [34]
- MULTIMO المراقبة متعددة التخصصات والنمذجة والتنبؤ بالمخاطر البركانية ومخاطر الانفجار المتفجر ودعم اتخاذ القرار لسكان الاتحاد الأوروبي المهددين بالبراكين،
- عمليات ERUPT والمقياس الزمني لتطور الصهارة في الأنظمة البركانية
- E-RUPTIONS نظام اتصالات عبر الأقمار الصناعية ونظام مراقبة الزلازل المستند إلى الإنترنت للتنبؤ بالثوران البركاني وإدارة المخاطر
- استكشاف مخاطر الانفجار المتفجر ودعم اتخاذ القرار لسكان الاتحاد الأوروبي الذين تهددهم البراكين [35]

لدى هيئة المسح الجيولوجي البريطانية العديد من برامج علم البراكين الجارية.

## فهرس
- كتر ، سوزان، (1993) التعايش مع المخاطر: جغرافيا المخاطر التكنولوجية، إدوارد أرنولد للنشر(ردمك 0-340-52987-3)
- ديكر وروبرت وباربرا ديكر (2006) البراكين (الطبعة الرابعة.) WH Freeman and Company Publishing(ردمك 0-7167-8929-9)
- Ernst، GG، M. Kervyn and RM Teeuw، التقدم في الاستشعار عن بعد للنشاط البركاني والمخاطر، مع إيلاء اعتبار خاص للتطبيقات في البلدان النامية، المجلة الدولية للاستشعار عن بعد؛ نوفمبر 2008، المجلد. 29 العدد 22
- Fauziati ، S. and K. Watanabe ، علم الوجود لنظام البركان وتقييم المخاطر البركانية، المجلة الدولية للمعلومات الجغرافية؛ ديسمبر 2010، المجلد. 6 العدد 4 المادة
- كوسكي، تيموثي (2008) البراكين: الانفجارات والمخاطر البركانية الأخرى، Infobase Publishing(ردمك 0-8160-6463-6)
- لوكوود، جون ب. (2010) البراكين: وجهات نظر عالمية، Wiley-Blackwell Publishing(ردمك 978-1-4051-6250-0)
- مارتن، توماس آر، ألفريد ب. وينر وجون بتلر، تقييم الآثار الصحية الفيزيائية بسبب الأخطار البركانية: استخدام النظم التجريبية لتقدير السمية الرئوية للرماد البركاني، المجلة الأمريكية للصحة العامة؛ ملحق 86 مارس، المجلد. 76 العدد 3
- أولسن، كريس ب. وجوناثان س. فروشتر، تحديد الخصائص الفيزيائية والكيميائية للمخاطر البركانية، المجلة الأمريكية للصحة العامة؛ ملحق Mar86 ، المجلد. 76 العدد 3
- روزي، ماورو، باولو بابالي، لوكا لوبي وماركو ستوباتو (2003) Volcanoes ، Firefly Books Ltd للنشر(ردمك 1-55297-683-1)
- هيئة المسح الجيولوجي الأمريكية، التعايش مع البراكين، برنامج المسح الجيولوجي لمخاطر البراكين. (1991). منشور هيئة المسح الجيولوجي الأمريكية 1073.
- Zhong Lu و Jixian Zhang و Yonghong Zhang و Daniel Dzurisin ، رصد وتوصيف الأخطار الطبيعية باستخدام صور الأقمار الصناعية InSAR ، Journal Annals of GIS ؛ مارس 2010، المجلد. 16 العدد 1

## روابط خارجية
- http://volcanoes.usgs.gov/
- http://www.uwec.edu/jolhm/EH2/Erickson/index.html
- http://www.geo.mtu.edu/volcanoes/hazards/primer/
- http://www.oregongeology.org/sub/earthquakes/volcanoes.htm
- http://vulcan.wr.usgs.gov/Hazards/framework.html